# ビートルズのカバー一覧
ビートルズのカバー一覧（ビートルズのカバーいちらん）では、イギリスのロック・バンド、ビートルズが作った楽曲を他のアーティストがカバーした例を、収録アルバムも併せて一覧する。
並び順は、作詞・作曲クレジット別（レノン=マッカートニー / ハリスン / スター / レノン=マッカートニー=ハリスン=スター）→邦題の五十音順。
除外項目
1. ビートルズのオリジナル曲でない場合（例：「ツイスト・アンド・シャウト」）
2. 他アーティストに提供され、ビートルズのバージョンが公式未発表の場合（例：メリー・ホプキン「グッドバイ」）
3. カバー・バージョンがライブやテレビCMのみで、レコードやCDに収録されていない場合（ライブ・バージョンがレコードやCDに入っていれば可）
4. カバーした側のアーティストが、日本では知られていない場合（例：日本未CD化）
5. 元ビートルズのメンバーのセルフカバー

## レノン＝マッカートニー作品

### あ行 - さ行
アイ・アム・ザ・ウォルラス
- RED WARRIORS (シングル“バラとワイン”B面-“RED SONGS”に収録)、オアシス (The Masterplan)

アイ・ウィル
- アート・ガーファンクル (Across America)、タック&パティ (Paradise Found)、原田知世 (music & me)

アイ・ウォナ・ビー・ユア・マン
- ローリング・ストーンズ (シングルA面-The London Yearsに収録)、スージー・クアトロ (Suzi Quatro)

アイ・ウォント・ユー
- ジョン・レジェンド (Live from Philadelphia)

アイヴ・ガッタ・フィーリング
- ビリー・プレストン (Encouraging Words)

アイ・コール・ユア・ネーム
- ママス&パパス (If You Can Believe Your Eyes and Ears)
- ビリー・J・クレイマー (シングル)

アイ・ソー・ハー・スタンディング・ゼア
- ティファニー (Tiffany)

アイ・フィール・ファイン
- ザ・ベンチャーズ (Live in Japan '65)

アイム・ア・ルーザー
- マリアンヌ・フェイスフル (Marianne Faithfull)

アイム・ダウン
- エイドリアン・ブリュー (Twang Bar King)、エアロスミス (Permanent Vacation)、イエス (Yesyears)

アクロス・ザ・ユニバース
- デヴィッド・ボウイ (ヤング・アメリカンズ)、渡辺香津美 (Guitar Renaissance)、クラムボン (LOVER ALBUM)

ア・デイ・イン・ザ・ライフ
- ウェス・モンゴメリー (A Day in the Life)、マンハッタン・ジャズ・クインテット (Come Together)

アンド・ユア・バード・キャン・シング
- ザ・ジャム (デモ音源-Extrasに収録)、マシュー・スウィート&スザンナ・ホフス (Under the Covers, Vol. 1)

イエスタデイ
- サラ・ヴォーン (Pop Artistry)、ニッキー・ホプキンス (The Revolutionary Piano of Nicky Hopkins)、リー・モーガン (Delightfulee)、ガボール・ザボ (Gypsy '66)、フランク・シナトラ (My Way)、ウェス・モンゴメリー (Road Song)、マーヴィン・ゲイ (That's the Way Love is)、エルヴィス・プレスリー (On Stage-February, 1970)、シンガーズ・アンリミテッドA Capella II、ダニー・ハサウェイ (未発表ライヴ音源-These Songs for You, Live!に収録)、ケニー・G (I'm in the Mood for Love...The Most Romantic Melodies of All Time)

イエロー・サブマリン
- 金沢明子 (LET'S ONDO AGAIN SPECIAL)

イッツ・オンリー・ラヴ
- ブライアン・フェリー (Let's Stick Together)、ピーター・セテラ (Another Perfect World)

イン・マイ・ライフ
- キース・ムーン (Two Sides of the Moon)、ロッド・スチュワート (Every Beat of My Heart)、ベット・ミドラー (映画For the Boysサウンドトラック)、タック&パティ (Learning How to Fly)、チューダー・ロッジ (Let's Talk)、オジー・オズボーン (Under Cover)、ジュディ・コリンズ (In My Life)、押尾コータロー (Nature Spirit)、ジェイク・シマブクロ (MY LIFE)、岩崎宏美 (Dear Friends III)

ウィズ・ア・リトル・ヘルプ・フロム・マイ・フレンズ
- セルジオ・メンデス&ブラジル'66 (Look Around)、ジョー・コッカー (With a Little Help from My Friends)、TOTO (Absolutely Live)

エイト・デイズ・ア・ウィーク
- ビリー・プレストン (Early Hits of 1965)、プロコル・ハルム (Procol's Ninth)

エヴリー・リトル・シング
- イエス (Yes)

エブリボディーズ・ゴット・サムシング・トゥ・ハイド・エクセプト・ミー・アンド・マイ・モンキー
- 森高千里 (STEP BY STEP)

エリナー・リグビー
- ウェス・モンゴメリー (A Day in the Life)、ヴァニラ・ファッジ (Vanilla Fudge)、ジョン・デンバー (Whose Garden Was This?)、アレサ・フランクリン (Aretha Live at Fillmore West)、カエターノ・ヴェローゾ (Qualquer Coisa)、カンサス (Always Never The Same)、ジョーン・バエズ (joan)

オー!ダーリン
- 村上“ポンタ”秀一 (Welcome to My Life)、B'z（B'z LIVE-GYM Pleasure 2008 -GLORY DAYS-）

オブ・ラ・ディ、オブ・ラ・ダ
- ポール・デスモンド (Summertime)、ユッスー・ンドゥール (7 Seconds)、インナー・サークル (Sweat a La La La La Long)

オール・マイ・ラヴィング
- ハロウィン (Metal Jukebox)、マンハッタン・ジャズ・クインテット (Come Together)、山崎まさよし (COVER ALL YO!)

悲しみはぶっとばせ
- ビーチ・ボーイズ (Beach Boys' Party!)

カム・トゥゲザー
- エアロスミス (Live! Bootleg)、ゴットハード (Dial Hard)、マーカス・ミラー (Tales)、マンハッタン・ジャズ・クインテット (Come Together)、マイケル・ジャクソン （Come Together)

君はいずこへ
- デイヴィ・グレアム (Midnight Man)

キャント・バイ・ミー・ラヴ
- スプリームス (A Bit of Liverpool)

今日の誓い
- ラリー・カールトン (The Gift)

グッド・ナイト
- リンダ・ロンシュタット (Dedicated to the One I Love)

ゲッティング・ベター
- デイヴィ・グレアム (Hat)

ゲット・バック
- アイク&ティナ・ターナー (Workin' Together)

恋する二人
- ビーチ・ボーイズ (Beach Boys' Party!)

恋におちたら
- ガボール・ザボ (Gypsy '66)、エイドリアン・ブリュー (The Acoustic Adrian Belew)、マルーン5 (1.22.03.ACOUSTIC)

恋を抱きしめよう
- スティーヴィー・ワンダー (Signed, Sealed & Delivered)、ハンブル・パイ (Street Rats)、チャカ・カーン (What Cha' Gonna Do for Me)、マンハッタン・ジャズ・クインテット (Come Together)

ゴット・トゥー・ゲット・ユー・イントゥー・マイ・ライフ
- アース・ウインド&ファイアー (シングルA面-ベスト盤に所収)

ゴールデン・スランバー
- ジョン・デンバー (Whose Garden Was This?)、斉藤和義（映画「ゴールデンスランバー」-オリジナルサウンドトラック-）

サージェント・ペパーズ・ロンリー・ハーツ・クラブ・バンド
- ジミ・ヘンドリックス (Live at the Isle of Wight)、大場久美子 (『kumikoアンソロジー』)、ザ・カーナビーツ (ジャガーズ対カーナビーツ)

シー・ケイム・イン・スルー・ザ・バスルーム・ウィンドー
- ジョー・コッカー (Joe Cocker!)

シーズ・ア・ウーマン
- ジェフ・ベック (Blow By Blow)

シーズ・リーヴィング・ホーム
- ハリー・ニルソン (Pandemonium Shadow Show)、ブラッド・メルドー (Day is Done)

ストロベリー・フィールズ・フォーエバー
- トゥモロウ (Tomorrow)、トッド・ラングレン (Faithful)

セクシー・セディー
- ポール・ウェラー (シングルB面-Stanley Roadデラックス・エディション盤に収録)

### た行 - は行
抱きしめたい
- スプリームス (A Bit of Liverpool)、グラント・グリーン (I Want To Hold Your Hand)

ディア・プルーデンス
- スージー&ザ・バンシーズ (Nocturne)、dip (LOVE TO SLEEP)、ヤマジカズヒデ (CRAWL)

デイ・トリッパー
- オーティス・レディング (Complete & Unbelievable: The Otis Redding Dictionary of Soul)、セルジオ・メンデス&ブラジル'66 (Herb Alpert Presents Sergio Mendes & Brasil '66)、ビリー・プレストン (Live European Tour)、ホワイトスネイク (Trouble)、イエロー・マジック・オーケストラ (Solid State Survivor)、チープ・トリック (All Shook Up)、ジミ・ヘンドリックス (BBC SESSIONS)

テル・ミー・ホワイ
- ビーチ・ボーイズ (Beach Boys' Party!)

トゥ・オブ・アス
- ボニーM (Oceans of Fantasy)

トゥモロー・ネバー・ノウズ
- フィル・コリンズ (Face Value)、リヴィング・カラー (Collideoscope)、dip (Dip)

ドゥ・ユー・ウォント・トゥ・ノウ・ア・シークレット
- フェアーグラウンド・アトラクション (Ay Fond Kiss)
- ビリー・J・クレイマー

ドライヴ・マイ・カー
- ハンブル・パイ (Street Rats)、ボビー・マクファーリン (Simple Pleasures)

ナット・ア・セカンド・タイム
- ロバート・パーマー (Clues)

涙の乗車券
- ヴァニラ・ファッジ (Vanilla Fudge)、カーペンターズ (Ticket to Ride)

ノルウェーの森
- セルジオ・メンデス&ブラジル'66 (Ye-Me-Le)、アラン・ホールズワース (None Too Soon)、ハービー・ハンコック (The New Standard)、竹松舞 (Légende)、プリシラ・アーン (Natural Colors)

ア・ハード・デイズ・ナイト
- スプリームス (A Bit of Liverpool)

バック・イン・ザ・U.S.S.R.
- ビリー・ジョエル (Концерт)、布袋寅泰（MODERN TIMES ROCK'N'ROLL）

ハッピネス・イズ・ア・ウォーム・ガン
- ブリーダーズ (Pod)、ギルビー・クラーク (Hangover)、トーリ・エイモス (Strange Little Girls)

ハロー・グッドバイ
- THE SQUARE『うち水にRainbow』、ミルトン・ナシメント (O Planeta Blue Na Estrada Do Sol)

ヒア・ゼア・アンド・エヴリホエア
- シンガーズ・アンリミテッド (A Capella)、エミルー・ハリス (Elite Hotel)

ひとりぼっちのあいつ
- ドッケン (One Live Night)、カーペンターズ (As Time Goes By)

フォー・ノー・ワン
- カエターノ・ヴェローゾ (Qualquer Coisa)、アンネ・ソフィー・ヴォン・オッターmeetsエルヴィス・コステロ (For The Stars)、リック・スプリングフィールド (The Day After Yesterday)

ブラックバード
- ビリー・プレストン(Music is My Life)、ジャコ・パストリアス (Word of Mouth)、BONNIE PINK (Bonnie's Kitchen #2)、マリア・ジョアン&マリオ・ラジーニャ (Undercovers)、カーリー・サイモン(Into White)、カサンドラ・ウィルソン (Silver Pony)

フロム・ミー・トゥ・ユー
- 佐藤博 (awakening)

フール・オン・ザ・ヒル
- セルジオ・メンデス&ブラジル'66 (Fool on the Hill)、シンガーズ・アンリミテッド (A Capella)、渡辺香津美 (OYATSU)、チック・コリア&上原ひろみ (Duet)

ヘイ・ジュード
- ウィルソン・ピケット (Hey Jude)、スモーキー・ロビンソン&ザ・ミラクルズ (Four in Blue)、エルヴィス・プレスリー (Elvis Now)、KUWATA BAND (ROCK CONCERT)

ペイパーバック・ライター
- テンペスト (Living in Fear)、L⇔R (STEREO PHONIC! WITZ COMPILATION VOL.1、L + R※初回盤付属CDに収録)

ヘイ・ブルドッグ
- 奥田民生（BETTER SONGS OF THE YEARS）

ヘルター・スケルター
- パット・ベネター (Precious Time)、スージー&ザ・バンシーズ (The Scream,Nocturne)、モトリー・クルー (Shout at the Devil)、VOW WOW (VIBe)、U2 (Rattle And Hum)、エアロスミス (Pandora's Toys)、オアシス (Familiar To Millions)

ヘルプ!
- ディープ・パープル (Shades of Deep Purple)、カーペンターズ (Close to You)、カエターノ・ヴェローゾ (Jóia)、ダムド (シングルB面- Damned Damned Damned CDボーナス・トラック)、ティナ・ターナー (Private Dancer)、バナナラマ & ラ・ナ・ニー・ニー・ヌー・ヌー（シングル）、LOVE PSYCHEDELICO (GOLDEN GRAPEFRUIT)、エクストリーム (Tragic Comic)

### ま行 - わ行
マザー・ネイチャーズ・サン
- ハリー・ニルソン (Harry)、鬼束ちひろ (FAMOUS MICROPHONE)

マーサ・マイ・ディア
- ブラッド・メルドー (Day is Done)、小曽根真 (Falling in Love, Again)

ミッシェル
- シンガーズ・アンリミテッド (A Capella)、マンハッタン・ジャズ・クインテット (Come Together)

ユー・ウォント・シー・ミー
- ブライアン・フェリー (These Foolish Things)

ユー・キャント・ドゥ・ザット
- スプリームス (A Bit Of Liverpool)、ハリー・ニルソン (Pandemonium Shadow Show)

夢の人
- 小野リサ (Jambalaya - Bossa Americana-)

ルーシー・イン・ザ・スカイ・ウィズ・ダイアモンズ
- エルトン・ジョン (シングルA面-Captain Fantastic and the Brown Dirt Cowboy CDボーナス・トラック)、ザ・フーターズ (シングルB面-Hooterization:A Retrospectiveに収録)

レイン
- ハンブル・パイ (Street Rats)、トッド・ラングレン(Faithful)

レット・イット・ビー
- アイク&ティナ・ターナー (Workin' Together)、ビリー・プレストン (Live Europian Tour)、上々颱風 (『上々颱風2』)

レディ・マドンナ
- カエターノ・ヴェローゾ (Qualquer Coisa)

レボリューション
- トンプソン・ツインズ (Here's to Future Days)

ザ・ロング・アンド・ワインディング・ロード
- アレサ・フランクリン (Young, Gifted and Black)、オリビア・ニュートン＝ジョン (Come On Over)、ロバート・パーマー (Rhythm & Blues日本盤ボーナス・トラック)

ワイルド・ハニー・パイ
- ピクシーズ (Pixies at the BBC)

## ハリスン作品
アイ・ニード・ユー
- 高橋幸宏 (A Ray of Hope)

アイ・ミー・マイン
- 寺井尚子 (Jazz Waltz)

イッツ・オール・トゥ・マッチ
- ジャーニー (Look into the Future)、スティーヴ・ヒレッジ (L)

ウィズイン・ユー・ウィズアウト・ユー
- パティ・スミス (Twelve)

サムシング
- ジョー・コッカー (Joe Cocker!)、アンディ・ウィリアムス (Love Story)、エルヴィス・プレスリー (Aloha from Hawaii Via Satellite)、ジルベルト・ジル&ミルトン・ナシメント (Gil e Milton)、竹松舞 (Pavane)

タックスマン
- スティーヴィー・レイ・ヴォーン&ダブル・トラブル (未発表音源-Greatest Hitsに収録)、高橋幸宏 (MR. YT)

ヒア・カムズ・ザ・サン
- ニーナ・シモン (Here Comes The Sun)、森高千里 (TAIYO)

ホワイル・マイ・ギター・ジェントリー・ウィープス
- マーク・リボー (Rootless Cosmopolitans)、TOTO (Through the Looking Glass)、ピーター・フランプトン(Now)、サンタナ (Guitar Heaven: The Greatest Guitar Classics of All Time)

## スター作品
ドント・パス・ミー・バイ
- ジョージア・サテライツ (Open All Night)

## レノン＝マッカートニー＝ハリスン＝スター作品
フライング
- 四人囃子 (Golden Picnics)

## カバー・アルバム
- カウント・ベイシー - Basie's Beatle Bag
- ブッカー・T&ザ・MG's - McLemore Avenue
- チェット・アトキンス - Chet Atkins Picks on the Beatles
- ジョージ・ベンソン - The Other Side of Abbey Road
- チューリップ - 『すべて君たちのせいさ All Because Of You Guys』
- キングズ・シンガーズ - The Beatles Connection
- ジョージ・マーティン - In My Life ※ジェフ・ベック、セリーヌ・ディオン、ヴァネッサ・メイ、フィル・コリンズ等が参加。
- Various Artists - 『抱きしめたい』
- 山下和仁 - Hey Jude, Yesterday
- 映画『アイ・アム・サム』サウンドトラック ※エイミー・マン、シェリル・クロウ、ベン・フォールズ、ブラック・クロウズ等が参加。
- Various Artists - Come Together
- つんく - 『A HARD DAY'S NIGHT つんくが完コピーやっちゃったヤァ! ヤァ! ヤァ! VOL.1』